# Osmia uncinata
Osmia uncinata (лат.) — вид пчёл рода осмии из трибы Osmiini семейства мегахилиды. Европа.

## Распространение
Восточная Палеарктика: от Италии и Франции до Великобритании и Финляндии на севере ареала и на восток до северо-запада европейской части России.

## Описание
Длина около 1 см. Основная окраска почти полностью чёрная, неблестящая. Тело коренастое, широкое, густоопушенное. Боковые и нижние части груди в коричнево-жёлтых волосках. Срединное поле, как и у других членов подрода Melanosmia, матовое. Спереди сбоку голова покрыта редкими короткими волосками, которые не скрывают апикальный край клипеуса. Апикальные края второго и третьего тергитов брюшка с сильно вдавленными непунктированными участками. Щёки короткие. Парапсидальные бороздки точечные. Брюшная щётка самок тёмная, без светлых волосков. Брюшко самок и самцов чёрное. На 2-5-м тергитах чёткие светлые перевязи из волосков отсутствуют. Лесная зона.
В качестве гнездового паразита отмечена оса-блестянка Chrysura hirsuta.
Вид был впервые описан в 1869 году немецким энтомологом Карлом Эдуардом Адольфом Герштеккером (1828—1895) . Валидный статус вида был подтверждён в ходе ревизии неарктических таксонов рода американскими энтомологами Молли Райтмиер, Терри Грисволдом (Molly G. Rightmyer, Terry Griswold, USDA-ARS Bee Biology and Systematics Laboratory, Utah State University, Logan UT, США) и Майклом Ардусером (Michael S. Arduser, Missouri Department of Conservation, Миссури, США). Таксон Osmia uncinata близок к виду Osmia parietina, отличаясь признаками строения 6-го тергита брюшка.